# Repräsentation (Philosophie)
Mit Repräsentation (von lat. repraesentare ‚vergegenwärtigen‘) bezeichnet man in der Philosophie die Vergegenwärtigung von nicht unmittelbar Gegebenem z. B. in der menschlichen Vorstellung. Neurowissenschaftlich werden Repräsentationen als mentale Zustände aufgefasst. Zur Bezeichnung von Repräsentationen werden auch Ausdrücke wie ‚Vorstellung‘, ‚Darstellung‘ oder ‚Abbild‘ verwendet. Als Medium kommen das Gehirn, Texte, Bilder, Dateien oder Algorithmen in Betracht. Repräsentationen werden durch einen Akt des Sichvergegenwärtigens von Vorstellungen oder Erinnerungen erzeugt. Sie sind insbesondere Gegenstand der Erkenntnistheorie, der Philosophie des Geistes und der Neurophilosophie.
In der Philosophie der Antike bis hin zur frühen Neuzeit wurde zwischen den Gegenständen und ihren mentalen Repräsentationen überwiegend ein Abbildverhältnis angenommen. Dagegen findet sich bei Thomas Hobbes bereits die Theorie, dass mentale Repräsentationen als sprachartige Symbolmuster aufzufassen sind. Die  Grundidee der Ähnlichkeit zwischen Repräsentation und repräsentiertem Objekt wurde durch zeichentheoretische Überlegungen zur Darstellung eines Prozesses oder Objekts von Charles Sanders Peirce ebenso wie in jüngerer Zeit von Nelson Goodman verworfen.